# Bunker Wilhelminapark
De bunker in het Wilhelminapark is in 1943 gebouwd als bomvrije Duitse personeelsbunker in het Wilhelminapark te Utrecht. De bunker was na 1945 vooral een sta-in-de-weg. Vanwege de cultuurhistorische waarde is het sinds 2001 een gemeentelijk monument dat sinds 2014 door beeldende kunstenaars wordt gebruikt als expositieruimte.

## Geschiedenis
De bunker werd in augustus 1943 gebouwd door de Duitse bezettingsmacht. Hij is ongeveer 7 x 8 meter groot aan de buitenzijde en fungeerde als onderkomen voor zes personen. De binnenmaten zijn 5x3 meter. Het gebruikte bouwmateriaal is gewapend beton, drie buitenwanden zijn vlak, maar de westgevel is afgewerkt met een schubvormige cementlaag.
Het Wilhelminapark was tijdens de oorlog, net als de dichtbij gelegen Maliebaan, een bestuurlijk centrum van waaruit verschillende Duitse instanties opereerden. Verder was op de Maliebaan onder meer het hoofdkwartier van de NSB gevestigd. Nog dichterbij, op zo'n 30 meter van de bunker, woonde de Utrechtse NSB-burgemeester Van Ravenswaay en het gerucht daarin wil dat er een tunnel bestond tussen zijn woonhuis en de bunker. Het Wilhelminapark werd tijdens de oorlog Nassaupark genoemd, waarmee de bunker de naam Nassauparkbunker kreeg.
De gemeente wilde het bouwwerk in 1946 slopen. In dat jaar waren er graafwerkzaamheden rond de bunker gaande. Verder had de Stichting Wilhelminapark in de jaren 1980 sloopplannen. Sinds 2001 staat de bunker op de gemeentelijke monumentenlijst, alsmede op de lijst van militair erfgoed in Nederland.  Volgens de monumentgegevens is bunker nog in geheel gave staat. Tot het begin van de 21e eeuw lag hij verstopt tussen bomen en heesterbeplanting.

## Gebruik
De bunker diende lang als opslagruimte voor gereedschap, kabels en oude brommers. Ook maakten vleermuizen gebruik van de bunker als verblijfplaats. Nadat hij jarenlang leeg had gestaan besloot de gemeente Utrecht de bunker te verhuren als expositieruimte. Sinds 2014 is de ruimte onder de naam EXbunker in gebruik als expositieruimte.